# Torrazzo
Torrazzo är en ort och kommun i provinsen Biella i regionen Piemonte i Italien. Kommunen hade 204 invånare (2018).